# Viktor Ponedelnik
Viktor Ponedelnik (Russisch: Виктор Владимирович Понедельник) (Rostov aan de Don, 22 mei 1937 – 5 december 2020) was een profvoetballer en voetbaltrainer uit de Sovjet-Unie.

## Biografie
Hij begon zijn carrière bij Torpedo Rotsov in 1956 dat later de naam Rotselmasj aannam. In 1959 ging hij voor SKA Rostov spelen dat toen vierde werd in de competitie. In 1960 werden ze vicekampioen. Na een jaar bij CSKA Moskou speelde hij opnieuw vijf jaar voor SKA, dat steevast in de subtop eindigde. Hij stopte zijn spelerscarrière in 1966 bij Spartak toen hij gewicht bijkwam en een appendicitis had.
In 1960 speelde hij voor het eerst voor de nationale ploeg die zich dat jaar plaatste voor het allereerste EK. In de halve finale scoorde hij een van de drie doelpunten tegen Tsjecho-Slowakije. In de finale maakte hij in de verlengingen de winnende goal waardoor de Sovjet-Unie de eerste Europese kampioen werd. Twee jaar later plaatste het land zich voor het WK in Chili en maakte hij een goal tegen Joegoslavië. In de tweede wedstrijd scoorde hij de 4-1 tegen Colombia. De buit leek binnen, echter konden de Colombianen nog drie keer scoren.
In 1964 plaatsten ze zich opnieuw voor het EK en ook nu kon hij scoren in de halve finale tegen Denemarken. In de finale moesten de Sovjets echter het laken leggen tegen Spanje. Na zijn spelerscarrière werkte hij kort als trainer en dan als sportjournalist.